# Lee Calhoun
Lee Quincy Calhoun, född 23 februari 1933 i Laurel i Mississippi, död 21 juni 1989 i Erie i Pennsylvania, var en amerikansk friidrottare.
Calhoun blev olympisk mästare på 110 meter häck vid olympiska sommarspelen 1956 i Melbourne och vid olympiska sommarspelen 1960 i Rom.